# Aleksandr Tchiornykh
Temple de la renommée russe : 2014
Aleksandr Aleksandrovitch Tchiornykh - en russe : Александр Александрович Чёрных et en anglais : Aleksandr Chernykh- (né le 12 septembre 1965 à Voskressensk en URSS) est un joueur professionnel russe de hockey sur glace. Il est le père de Dmitri Tchiornykh.

## Carrière de joueur
Il commence sa carrière en senior en 1982 avec le Khimik Voskressensk dans le championnat d'URSS. Il est choisi au cours du repêchage d'entrée 1983 dans la Ligue nationale de hockey par les Devils du New Jersey en 10e ronde, en 185e position. Le CSKA Moscou vient le recruter avec son coéquipier Valeri Kamenski en 1985. Son passage au club de l'armée est de courte durée, il rejoint en cours de saison le SKA MVO Kalinin en Vysshaya Liga. En 1987, il revient au Khimik. Il met un terme à sa carrière en 1989. Il termine avec un bilan de 231 matchs et 59 buts en élite.

## Carrière internationale
Il a représenté l'URSS à 45 reprises (12 buts) sur une période de deux saisons entre 1987 et 1989. Il est champion olympique 1988 et championnat du monde 1989.

## Statistiques
| Saison               | Équipe               | Ligue                |     | Saison régulière | Saison régulière | Saison régulière | Saison régulière | Saison régulière |   | Séries éliminatoires | Séries éliminatoires | Séries éliminatoires | Séries éliminatoires | Séries éliminatoires |
| Saison               | Équipe               | Ligue                | PJ  | B                | A                | Pts              | Pun              | PJ               | B | A                    | Pts                  | Pun                  |                      |                      |
| 1982-1983            | Khimik Voskressensk  | URSS                 | 46  | 12               | 5                | 17               | 26               |                  |   |                      |                      |                      |                      |                      |
| 1983-1984            | Khimik Voskressensk  | URSS                 | 44  | 12               | 5                | 17               | 32               |                  |   |                      |                      |                      |                      |                      |
| 1984-1985            | Khimik Voskressensk  | URSS                 | 48  | 9                | 10               | 19               | 32               |                  |   |                      |                      |                      |                      |                      |
| 1985-1986            | CSKA Moscou          | URSS                 | 10  | 3                | 3                | 6                | 6                |                  |   |                      |                      |                      |                      |                      |
| 1985-1986            | SKA MVO Kalinin      | Vysshaya Liga        | 34  | 29               | 16               | 45               | 59               |                  |   |                      |                      |                      |                      |                      |
| 1986-1987            | SKA MVO Kalinin      | Vysshaya Liga        | 57  | 32               | 30               | 62               | 52               |                  |   |                      |                      |                      |                      |                      |
| 1987-1988            | Khimik Voskressensk  | URSS                 | 41  | 14               | 15               | 29               | 34               |                  |   |                      |                      |                      |                      |                      |
| 1988-1989            | Khimik Voskressensk  | URSS                 | 41  | 9                | 12               | 21               | 32               |                  |   |                      |                      |                      |                      |                      |
| Totaux URSS          | Totaux URSS          | Totaux URSS          | 230 | 59               | 50               | 109              | 162              |                  |   |                      |                      |                      |                      |                      |
| Totaux Vysshaya Liga | Totaux Vysshaya Liga | Totaux Vysshaya Liga | 91  | 61               | 46               | 107              | 111              |                  |   |                      |                      |                      |                      |                      |

| Année | Équipe   | Compétition |   | PJ | B | A  | Pts | Pun           |  | Résultat |
| 1983  | URSS Jr. | CE Jr.      | 4 | 3  | 9 | 12 | 23  | Médaille d'or |  |          |
| 1988  | URSS     | JO          | 8 | 2  | 2 | 4  | 4   | Médaille d'or |  |          |
| 1989  | URSS     | CM          | 7 | 0  | 1 | 1  | 8   | Médaille d'or |  |          |